# Кузькино (Марий Эл)
Кузькино (мар. Кузькансола) — деревня в Килемарском районе Республики Марий Эл России. Входит в состав Ардинского сельского поселения.

## География
Деревня находится в западной части республики, в зоне хвойно-широколиственных лесов, при автодороге Р177, на расстоянии примерно 40 километров (по прямой) к юго-юго-западу (SSW) от посёлка городского типа Килемары, административного центра района. Абсолютная высота — 76 метров над уровнем моря.

### Климат
Климат характеризуется как континентальный, умеренно влажный. Среднегодовая температура воздуха — 3,3 °С. Средняя температура воздуха самого тёплого месяца (июля) — 18,9 °C (абсолютный максимум — 38 °C); самого холодного (января) — −12,4 °C (абсолютный минимум — −47 °C). Продолжительность устойчивых морозов в среднем 127 дней. Среднегодовое количество атмосферных осадков составляет 518 мм, из которых около 70 % выпадает в период с апреля по октябрь. Снежный покров держится в течение 156 дней.

### Часовой пояс
Деревня Кузькино, как и вся Марий Эл, находится в часовой зоне МСК (московское время). Смещение применяемого времени относительно UTC составляет +3:00.

## Население
| 2010 |
| ---- |
| 58   |

### Национальный состав
Согласно результатам переписи 2002 года, в национальной структуре населения марийцы составляли 95 % из 79 чел.